# شونتا آراکی
شونتا آراکی (ژاپنی: 荒木 駿汰؛ زادهٔ ۸ آوریل ۲۰۰۲) یک بازیکن فوتبال اهل ژاپن است.
از باشگاه‌هایی که در آن بازی کرده‌است می‌توان به باشگاه فوتبال گاینار توتوری اشاره کرد.